# Hubbardia (animal)
Pour les articles homonymes, voir Hubbardia.
Genre
Hubbardia est un genre de schizomides de la famille des Hubbardiidae.

## Distribution
Les espèces de ce genre sont endémiques des États-Unis. Elles se rencontrent en Californie et en Arizona.

## Liste des espèces
Selon Schizomids of the World (version 1.0) :
- Hubbardia belkini (McDonald & Hogue, 1957)
- Hubbardia borregoensis (Briggs & Hom, 1966)
- Hubbardia briggsi (Rowland, 1972)
- Hubbardia idria Reddell & Cokendolpher, 1991
- Hubbardia joshuensis (Rowland, 1971)
- Hubbardia pentapeltis Cook, 1899
- Hubbardia secoensis (Briggs & Hom, 1988)
- Hubbardia shoshonensis (Briggs & Hom, 1972)
- Hubbardia wessoni (Chamberlin, 1939)

## Publication originale
- Cook, 1899 : Hubbardia, a new genus of Pedipalpi. Proceedings of the Entomological Society of Washington, vol. 4, p. 249-261 (texte intégral).